# カタ計
カタ計（英: katathermometer, kata-thermometer, catathermometer、別名：カタ温度計、カタ寒暖計）とは、環境が人体を冷却する能力の指標であるカタ冷却力（kata cooling power、別名：カタ度、カタ値）を測定する特殊な温度計である。温度、湿度、風速などに左右される鉱山などの労働環境の快適性を見積もる測定器として1916年にイギリスの生理学者レナード・ヒルによって考案され、微風速計として利用された。

## 概要
普通カタ計N（38℃から35℃）と高温カタ計H（55℃から52℃）がある。

球部の表面積を大きくしたガラスの温度計である。カタ計でカタ度を測定するには、カタ計を38℃（高温カタ計では55℃、以下同様）以上に温めてから環境中に放置し、カタ計の示度が38℃から35℃まで下がるのに要する時間を測定する。カタ計の目盛りに示された値（カタ係数）を冷却に要した秒数で割るとカタ冷却力（カタ度、カタ値）が得られる。カタ冷却力は、温度が38℃から35℃まで下がる間に1秒間に空気中に放散される表面積1cm2あたりのミリカロリー熱量を示す指標（単位: mcal/cm2・s）である。温度計の感温部が乾いた状態で測定したカタ冷却力を乾カタ冷却力、感温部を湿った布などで包み湿った状態で測定したカタ冷却力を湿カタ冷却力という。乾カタ冷却力は皮膚が乾燥した状態、湿カタ冷却力は皮膚が汗で湿った状態の人体の熱放散率を示し、湿カタ冷却力と乾カタ度の冷却力は蒸発による熱放散率を示す。人間にとって快適な乾カタ冷却力は6前後、湿カタ冷却力は18前後であり、これよりカタ冷却力が低いと暑く、高いと寒く感じる。

カタ計の「カタ」は、「下方（down）」を意味するギリシャ語"Κατά"に因む。

## 用途
カタ計は、当初は環境が人体を冷却する能力を測定する装置として考案された。しかし、気流に非常に敏感で屋内空間レベルの10cm/s程度の微風速の気流の検出に適した構造特性を持つことから、主に微風速計として利用されるようになった。教室の空気のように、風速が小さく、かつ方向が一定しない気流（m/sec）を測定する。

## 測定手順
気温が高くTが2分以上かかるような場合には誤差が大きくなるので、高温カタ計を使用する。通常室内では高温カタ計を用いる方が測定時間の短縮となる。
1. カタ計に記載された固有のカタ係数 F（factor)を記録する
2. お湯を用意し、カタ計を入れ、アルコール柱を上げて標線A以上にする
3. 測定場所に固定する
4. アルコール柱が下がり、標線Aまで下がったら計時開始
5. 標線Bまで下がるカタ冷却時間 T（s）を測定する
6. カタ係数 Fをカタ冷却時間 Tで割ったカタ冷却力 H（mcal/cm2・s）を算出する
7. 温度差 θ（普通カタ計では36.5、高温カタ計では53.0から測定場所の室温を引いた値）を算出する
8. Hをθで除し、H/θを算出する
9. 気流換算表を用い、H/θに該当する気流 V（m/s)を求める

## 規格
日本におけるカタ計の規格は、1951年に日本工業規格で定められ、1989年に廃止された（旧規格番号JIS B 7351）。

環境衛生基準に基づく気流の測定には微風速計（熱線風速計）を用いているが、カタ計に関する問題は、薬剤師、看護師、柔道整復師などの国家試験に出題されている。